# Azades Eunuch
Svatý Azades Eunuch žil na dvoře perského velkokrále Šápúra II. a byl jedním z jeho favoritů. Poté, co konvertoval ke křesťanství byl asi roku 360 za jeho vlády zabit.